# 阿倍正之
阿倍 正之（あべ まさゆき）は、安土桃山時代から江戸時代前期にかけての旗本。阿倍忠政の三男。通称は四郎五郎、四郎右衛門。

## 略歴
天正12年（1584年）、阿倍忠政の三男として三河国にて誕生。徳川秀忠・家光父子に仕え、書院番からのち使番、目付となり、大坂の陣にも従軍した。
元和元年（1615年）2月、朝比奈正重と共に肥後国熊本藩（加藤忠広領）へ監使に赴き、重臣の加藤美作が大坂方に内通する旨を察知しこれを未然に阻止した。元和2年（1616年）松平忠輝改易の折りにも監使として越後国高田に赴いた。元和4年（1618年）には江戸の道路を巡見、水道を管掌した。元和5年（1619年）大久保忠成と共に肥後椎葉山騒動を鎮圧した。元和6年（1620年）から元和8年（1622年）まで江戸城の石垣普請を奉行を務めた。また、神田川の治水事業に際し、柳原堤を築く工事を担当した。元和9年（1623年）には越前国松平忠直改易後の国務の任を受く。
寛永2年（1625年）江戸において旗本以下諸士の屋敷割りを実施した。同年9月常陸国信太郡、上総国埴生郡、夷隅郡内において2050余石を知行の旨の朱印を賜る。寛永10年（1633年）武蔵国埼玉郡で500石加増される。慶安2年（1649年）から慶安3年（1650年）には、地震で損壊した日光東照宮の石垣の修復に当たった。
慶安4年（1651年）死去。享年68。